# Calvin Twigt
Calvin Twigt, né le 30 janvier 2003 à Amsterdam aux Pays-Bas, est un footballeur néerlandais qui évolue au poste de milieu défensif au Go Ahead Eagles.

## Biographie

### En club
Né à Amsterdam aux Pays-Bas, Calvin Twigt est formé par le FC Volendam. 
Le 16 octobre 2020, il joue son premier match en professionnel lors d'une rencontre de championnat face au Jong PSV (en). Il entre en jeu et son équipe l'emporte par cinq buts à un. 
Le 6 mai 2021, Calvin Twigt signe son premier contrat professionnel avec le FC Volendam.
Twigt inscrit son premier but en professionnel le 27 août 2021, lors d'une rencontre de championnat face au MVV Maastricht. Il est titularisé et participe à la victoire de son équipe par cinq buts à zéro.
Il participe à la montée du club en première division à l'issue de la saison 2021-2022, le FC Volendam étant officiellement promu le 22 avril 2022, après une victoire face au FC Den Bosch (1-2),.
Il joue son premier match en Eredivisie, l'élite du football néerlandais, le 26 janvier 2023, face à l'Ajax Amsterdam. Il est titularisé et les deux équipes se neutralisent (1-1 score final).
Le 19 juillet 2024, Calvin Twigt rejoint le Go Ahead Eagles. Il signe un contrat de quatre ans, soit jusqu'en juin 2028.

### En sélection
Calvin Twigt joue son premier match avec l'équipe des Pays-Bas espoirs le 12 septembre 2023, contre la Macédoine du Nord. Il entre en jeu et son équipe l'emporte par deux buts à zéro.